# 奇塔 (博亞卡省)
奇塔是哥倫比亞的城鎮，位於該國東北部，由博亞卡省負責管轄，距離首府通哈189公里，始建於1727年3月28日，面積614平方公里，海拔高度3,105米，2005年人口10,405。
6°10′N 72°25′W / 6.167°N 72.417°W